# Terry Moor
Terry Moor (n, 23 de abril de 1952) es un jugador americano de tenis. En su carrera conquistó 2 torneos ATP de individuales y 3 torneos ATP de dobles. Su mejor posición en el ranking de individuales fue el Nº32 en octubre de 1984. En 1984 llegó a la cuarta ronda de Wimbledon.